# روبرت أليسون (سياسي)
روبرت أليسون (بالإنجليزية: Robert Allison) هو محامي وسياسي أمريكي، ولد في 10 مارس 1777 في الولايات المتحدة، وتوفي في 2 ديسمبر 1840. حزبياً، نشط في مناهضة الماسونية. وقد انتخب عضو مجلس النواب الأمريكي.